# Novi Kot
Novi Kot je naselje v Občini Loški Potok.